# 小倉遥
小倉 遥（おぐら はるか、1984年8月9日 - ）は、東京都出身のタレント、女優、グラビアアイドル。現在はフリーランスで活動している。

## 略歴・人物
- 趣味は作文、工作、書道、読書、麻雀、テレビゲーム、サバイバルゲーム。特技はダンス、握力の強さ。
- 自らのブログやTwitterでの記述は、シニカルかつ自由奔放なものがほとんどで、端正なルックスとのギャップが激しい。
- 高校時代、『Ego system』（リイド社）の読者モデルとしてデビュー。水着姿などのグラビアアイドルとして雑誌やイメージビデオを中心に活躍したのち、仕事における水着姿などはしばらく封印していたが、2019年3月頃のTwitterではゲームの配信動画で久しぶりに水着になったことを明かしている。
- 2006年、深夜アニメ『レモンエンジェル』の実写オリジナルビデオにて女優デビュー[1]。
- 2009年4月6日、初代 恵比寿マスカッツ加入。2013年4月7日、卒業。
- 2015年3月、当時の所属事務所ヴァーテックスに対し、契約解除と360万円のギャラ未払いを請求していることが報道された[2]。
- 2015年7月、上記のギャラ未払い問題が解決し、現在はフリーランスで活動していることを明かした[3]。
- 2019年7月現在はTwitchにおいて、ほぼ毎日ゲーム配信を行っている。

## 出演

### バラエティ
- グラドル女学院（2005年 - 2006年、BSフジ）
- パオパオ・アイドルGAMEバトル（2006年 -、BS日テレ）
- 宇宙一せまい授業!（2008年 -、あっ!とおどろく放送局）
- おねだり!!マスカット （2009年4月7日 - 2010年3月29日、テレビ東京)
- グラビアの美少女（MONDO21）
- タケミネット（2008年7月5日 - 2010年2月21日、あっ!とおどろく放送局）
- キャンパスナイトフジ（2010年2月19日、3月12日フジテレビ）
- ちょいとマスカット!（2010年6月9日、テレビ東京）
- おねだりマスカットDX!（2010年10月6日 - 2011年9月28日、テレビ東京）
- 魁!音楽番付（2010年12月22日、フジテレビ）
- 女神降臨 #10（2011年2月6日、MONDO TV）[4]
- 業界LOVE STORY~だからテレビはおもしろい~（2011年5月4日、東海テレビ）
- めちゃ×2イケてるッ!（2011年9月17日、フジテレビ）
- おねだりマスカットSP!（2011年10月5日 - 2013年3月30日、テレビ東京）
- おもしろ言葉ゲーム OMOJAN（2012年5月22日、フジテレビ）
- 24時間かすみレディオ（2012年8月11日-2012年8月12日、エンタ!371）※27時間生放送 - 共演：かすみ果穂ほか
- 24時間かすみレディオの裏側（2012年9月、エンタ!371）
- あいのエチュード#28.33（2013年、エンタ!959） - 共演：希志あいの
- テリー伊藤の今夜も傾奇流！（2015年、BSフジ）
- リアル脱衣麻雀（2022年、2023年、刺激ストロングチャンネル）

### 映画
- 変身ガール（2008年、禅ピクチャーズ） - 上原めぐみ 役
- 聖白百合騎士団（2009年 監督・田渕寿雄）
- サクらんぼの恋 (2018年 監督・古厩智之） - 小倉遥 役

### 実写オリジナルビデオ
- レモンエンジェル 実写版（2006年、ハピネット・ピクチャーズ） - ミキ 役
- 怪奇都市伝説BIRTHDAY MAIL（2008年、禅ピクチャーズ） - 松嶋香苗 役
- ビーチバレー刑事 北京への道（2008年7月、エースデュースエンタテインメント） - 浅田遥 役
- ビーチバレー刑事 テロリンピックを阻止せよ（2008年8月、エースデュースエンタテインメント） - 浅田遥 役

### ドラマ
- 銀と金（2017年、テレビ東京） - 飲食店店員 役
- 天 赤木しげる葬式編（2019年、テレビ東京） - 雀士・荒木 役
- ゲキカラドウ 第8話（2021年2月25日、テレビ東京）

### ラジオ
- 梨華と遥のエンタメネット21（2007年、FM世田谷）

### CM
- 三洋物産「スーパー海物語IN沖縄」（2007年1月）
- ウィルソン「グラスガード」（2008年10月）
- タイキグループ（2008年10月、中部地区限定）
- 光輝グループ（2009年4月、関西、関東地区限定）
- 東京都福祉保健局「東京都救急医療」（2009年9月）

## ビデオ・DVD
1. WAKUWAKUさせて（2005年、ベガファクトリー）
2. やまとなでしこ 七変化だよ〜ん（2006年、ベガファクトリー）
3. Complete DVD Box (2006年、ベガファクトリー)
4. In Fight 〜接近〜（2006年、イーネット・フロンティア）
5. Sweet Kitty（2007年、竹書房）
6. 遥風 (2007年、エイベックス・マーケティング)
7. 〜小澤絵理菜&稲生美紀&小倉遥SP〜『グラドル女学院』未公開お宝映像集 10（2007年、ノイエピクチャーズ）
8. Change〜チェンジ〜 (2008年、トリコ)
9. パラム (2008年、彩文館出版)
10. Fresh!Eye 小倉遥(2009年、ビーエムドットスリー)
11. Moment Kiss(2010年、マックス)
12. 恋愛予想図（2012年7月、ギルド）
13. 僕の遥（2012年11月、イーネット・フロンティア）
14. 24時間かすみレディオDVD-BOX 上巻(2013/01/16、ポニーキャニオン)・・・24時間かすみレディオ開幕戦、かすみのまんま前篇、深夜の淀川OG会収録

## 写真集
- Risky（2008年11月、彩文館出版、撮影：野澤亘伸）ISBN 978-4775603512